# Родерик Кингсли
Родерик Кингсли (англ. Roderick Kingsley) — вымышленный персонаж, появляющийся в американских комиксах, издаваемых Marvel Comics. Первоначально созданный Роджером Стерном и Майком Зиком, он дебютировал в Peter Parker, the Spectacular Spider-Man #43 (Июнь, 1980). Впоследствии вернулся в сюжетной арке 1997 года Spider-Man: Hobgoblin Lives, в которой был представлен в качестве первого и одного из самых известных суперзлодеев, носившего имя Хобгоблин. Альтер эго Кингсли было разработано Стерном и Джоном Ромитой-младшим. В The Amazing Spider-Man #238 (Март, 1983) выяснилось, что убитый в 1987 году Нед Лидс был козлом отпущения Кингсли, который промыл ему мозги в ходе сюжетной линии Hobgoblin Lives.
Коварный модельер из Нью-Йорка Кингсли получил доступ к одному из убежищ Нормана Озборна, где хранилось оборудование Зелёного гоблина. Кингсли усовершенствовал изобретения и доработал формулу Гоблина, которая увеличила его физические способности, при этом не приведя к безумию. Стилизовав свой внешний вид под хэллоуинскую тематику и вооружившись различными видами оружия, также входящим в арсенал его предшественника, включая взрывоопасные тыквенные бомбы, острые как бритва летучие мыши и высокотехнологичный глайдер, Кингсли стал криминальным гением, известным как Хобгоблин. Он столкнулся с Человеком-пауком, став одним из самых опасных и живучих противников супергероя.
В 2009 году, IGN поместил Хобгоблина на 57-е место среди «величайших злодеев комиксов всех времён». На протяжении многих лет с момента его первого появления в комиксах, Кингсли появлялся в других медиа продуктах, включая мультсериалы и видеоигры.

## История публикаций
Родерик Кингсли дебютировал в The Spectacular Spider-Man #43 (Июнь, 1980) и был создан сценаристом Роджером Стерном и художниками Майком Зиком и Джоном Ромитой-младшим.
Личность Хобгоблина долгое время оставалась тайной, что породило одну из самых продолжительных загадок в комиксах о Человеке-пауке. По словам Стерна, во время написания первого сюжета с участием персонажа он «не имел чёткого представления о том, кто такой Хобгоблин». Во время работы с Джоном Ромитой-младшим Стерн, который писал диалоги под его иллюстрации, понял по манере речи антагониста, что под его маской скрывается Родерик Кингсли, дебютировавший в The Spectacular Spider-Man. Тем не менее, некоторые читатели сразу разгадали секрет Хобгоблина. Чтобы сбить читателей со следа и объяснить нехарактерное поведение Кингсли в первых сюжетах с его участием, Стерн придумал предысторию, согласно которой Кингсли заставил своего брата Дэниела Кингсли время от времени выдавать себя за него, отчего в The Amazing Spider-Man #249 Кингсли и Хобгоблин находились в одной и той же комнате.  
Первоначальный Стерн хотел, чтобы личность Хобгоблина оставалась тайной ровно на один выпуск дольше, чем тайна личности Зелёного гоблина, в связи с чем он собирался раскрыть правду в The Amazing Spider-Man #264. Тем не менее, Стерн покинул серию после написания The Amazing Spider-Man #252, и его преемники посчитали, что Кингсли был не лучшим выбором на роль альтер эго Хобгоблина. Таким образом, в The Amazing Spider-Man #289 Хобгоблин был разоблачён как Нед Лидс, после чего Джейсон Макендейл занял место Хобгоблина.  
Стерн был недоволен ходом с Недом Лидсом и в 1997 году написал минисерию из трёх выпусков под названием Spider-Man: Hobgoblin Lives. В ходе реткона выяснилось, что Кингсли был оригинальным Хобгоблином и промыл мозги Лидсу, чтобы тот выдавал себя за суперзлодея. Стерн продолжил минисерию сюжетной линией Goblins at the Gate, в результате которой Кингсли и Норман Озборн стали непримиримыми соперниками, одержимыми уничтожением друг друга из-за наследия гоблинов.

## Биография
Родерик Кингсли начинал свою карьеру как модельер и миллиардер, который имел связи в криминальном мире и разбогател благодаря неэтичной деловой практике и корпоративному рейдерству. Так совпало, что Кингсли какое-то время был работодателем Мэри Джейн Уотсон. Не будучи публичной фигурой, он попросил своего робкого брата-близнеца Дэниела Кингсли выдать себя за него в качестве главы корпорации.
Со временем, Кингсли захотел быть более уверенным в собственной безопасности и безопасности своей империи, для чего ему потребовалось больше власти. Головорез Джордж Хилл сообщает Кингсли о том, что ему посчастливилось наткнуться на тайное логово Нормана Озборна, в надежде получить вознаграждение. Вместо этого Кингсли убивает Хилла, чтобы убедиться, что никто больше не узнает об этом открытии. Осмотрев логово и узнав его секреты, Кингсли решает использовать снаряжение гоблина. Придя к выводу, что все предыдущие носители мантии Зелёного гоблина сошли с ума, он вместо этого создаёт похожее, но несколько изменённое альтер эго — личность Хобгоблина.
Вскоре после этого он сталкивается с Человеком-пауком. Кингсли использует некоторые компроматы Озборна для шантажа видных деятелей и пытается купить старую корпорацию Озборна «Озкорп» и объединить со своей собственной. Эти планы приводят к конфликту с Человеком-пауком. Среди заметок Озборна, Кингсли также находит неполные остатки зелья, укрепившего силу Менделя Штромма. С этого момента он стал одержим поиском полной формулы. За время совершения многочисленных преступлений, Кингсли неоднократно проигрывал Человеку-пауку, поскольку ему не хватало физической силы. В конце концов, Кингсли усовершенствовал формулу увеличения силы, но, зная, что Озборн сошёл с ума, Кингсли решил сначала протестировать её на ком-то другом, обманув мелкого преступника Арнольда «Левшу» Донована с помощью устройства контроля сознания, разработанного Герхардом Винклером (бывшим сотрудником Озборна). Доновану была введена формула гоблина, после чего он, будучи в костюме Хобгоблина, сражался с Человеком-пауком, в то время как Кингсли наблюдал за жизненными показателями и поведением своей пешки на расстоянии. Когда Человек-паук побеждает и разоблачает Донована, и тот начинает постепенно приходить в себя, Кингсли во что бы то ни стало решает защитить тайну личности, запрограммировав глайдер Донована на врезание в здание, что мгновенно убивает Левшу. Посчитав эксперимент успешным, Кингсли вводит себе завершённую формулу и получает большую силу, чем оригинальный Гоблин. Став сильнее, он вступает в конфронтацию с Человеком-пауком и Чёрной кошкой. Несмотря на возросший уровень способностей, он вновь терпит поражение от руки Человека-паука. Более того, он привлекает внимание влиятельных криминальных авторитетов, которые воспринимают его как угрозу, включая Кингпина. Позже выяснилось, что в течение этого времени, после появления Хобгоблина, Норман (на тот момент якобы покойный) ненадолго вернулся в Нью-Йорк, пытаясь разобраться с этим Гоблином, но, в конечном счёте, отказался от этого решения в угоду планов против Человека-паука. После ожесточённой встречи с Человеком-пауком, Кингсли обнаруживает, что за ним следил репортёр The Daily Bugle Нед Лидс, обнаруживший его логово. Кингсли захватывает Лидса и промывает ему мозги с помощью устройства Винклера, превращая его в Хобгоблина. Кингсли обнаруживает, что Лидс работал с Ричардом Фиском над планом по уничтожению империи Кингпина, поскольку Ричард принял личность криминального авторитета Розы, используя Лидса для ведения некоторых переговоров, и обманул многих преступников, заставив их поверить, что его пешкой был Хобгоблин, в надежде использовать падение Кингпина для воплощения своих собственных интересов. Поскольку Лидс всё больше и больше выходил из-под контроля и не мог играть роль приманки, Кингсли организовал убийство Лидса Джейсоном Макендейлом и Иностранцем во время поездки в Берлин, а также решил отказаться от личности Хобгоблина.
Несколько лет спустя, Кингсли возвращается в Нью-Йорк. Он убивает Макендейла, чтобы тот не выдал властям информацию, которая поставила бы под угрозу его тайную личность. Кроме того, он видел в Макендейле недостойного преемника. Узнав, что Бетти Брант начала расследование о деятельности Лидса в качестве Хобгоблина. Человек-паук раскрывает правду, осознав, что оперативники Иностранца никогда бы не смогли убить Лидса, если бы тот обладал суперсилой. Кингсли похищает Брант и устраивает ловушку для Человека-паука. В финальной битве Дэниел попадает в плен, в результате чего общественность узнаёт тайну личности Хобгоблина, что приводит к очищению имени Лидса. Родерика забирают в тюрьму и сажают в ту же камеру, где он убил Макендейла.

## Силы и способности
Изначально Родерик Кингсли не обладал сверхчеловеческими способностями, однако имел острый аналитический интеллект и познания в области химии и биологии, будучи в состоянии понять записи Менделя Штромма о формуле Гоблина. Кингсли не только воссоздал формулу, но и усовершенствовал её, нейтрализовав побочные эффекты. Кроме того, он обновил множество различных изобретений Озборна. Кингсли обладает устройством, позволяющим ему промывать человеческий разумом посредством гипноза и программирования. Как правило, он использует эту технологию для создания двойников Хобгоблина. Кингсли был в состоянии управлять как преступными организациями, так и вести легальный профессиональный бизнес. Из-за воздействия зелёного химического раствора Кингсли обладает сверхчеловеческой силой, будучи наравне с Человеком-пауком и превышая полномочия Озборна (поскольку доработанная формула Кингсли имеет большую продолжительность). Аналогичным образом, его рефлексы, скорость, выносливость и интеллект повысились до сверхчеловеческого уровня. В качестве Хобгоблина, он носил пуленепробиваемую кольчугу с перекрывающейся туникой, плащом и капюшоном. Он использует глайдер Гоблина, представляющий из себя одноместный миниатюрный турбовентиляторный двигатель с вертикальной тягой и кибернетически управляемым транспортным средством. Глайдет достигает высоких скоростей и обладает чрезвычайной маневренностью. Кингсли использует взрывоопасные тыквенные бомбы, дымовые и газовые снаряды в форме призрака, метательные лезвия в форме летучей мыши и перчатки  с микросхемами, проводящие импульсные разряды электричества. Для переноски небольшого переносного оружия Кингсли носил сумку через плечо.

## Вне комиксов

### Телевидение
- Кортни Би Вэнс озвучил Родерика Кингсли в эпизоде «Сообщники» мультсериала «Новые приключения Человека-паука» 2008 года[17]. Здесь он изображён как парфюмерный магнат афроамериканского происхождения[18]. Кингсли присутствовал на аукционе по продаже характеристик брони Носорога и перебил ставки Могильщика, Сильвермейна и Доктора Осьминога. После этого Серебряный Соболь и Кувалда попытались выкрасть данные, однако Кингсли подсунул им фальшивые сведения. Затем Кингсли столкнулся с настоящим Носорогом, который не хотел, чтобы кто-то ещё обладал его снаряжением. В результате развернувшегося сражения между суперзлодеями  Человеком-пауком, кейс с характеристиками был разрушен. Позже выяснилось, что это была ещё одна фальшивка, тогда как настоящие сведения хранились у Нормана Озборна.
- Воплощение Хобгоблина Родерика Кингсли появляется в мультсериале «Приключения Супергероев», где его озвучил Эндрю Фрэнсис[19].

### Видеоигры
- Родерик Кингсли / Хобгоблин появился в качестве вспомогательного персонажа в версиях PSP и PS2 для игры Spider-Man: Web of Shadows.
- Родерик Кингсли / Хобгоблин появился в Marvel: Ultimate Alliance 2 в качестве альтернативного костюма для Зелёного гоблина[20].
- Родерик Кингсли / Хобгоблин появился в качестве игрового персонажа в Lego Marvel Super Heroes 2.